# Ograbienie zwłok, grobu lub innego miejsca spoczynku zmarłego
Ograbienie zwłok, grobu lub innego miejsca spoczynku zmarłego – występek przeciwko porządkowi publicznemu zagrożonym karą pozbawienia wolności od 6 miesięcy do lat 8, stypizowanym w art. 262 § 2 Kodeksu karnego.
Przedmiotem przestępstwa mogą być zwłoki ludzkie lub miejsce spoczynku zmarłego (np. grób, grobowiec).
Jest to przestępstwo skutkowe (materialne), popełniane umyślnie w zamiarze bezpośrednim.
Statystyki Komendy Głównej Policji (art. 262 § 1 i § 2 k.k.):
- 1999 – 517
- 2000 – 640
- 2001 – 658
- 2002 – 637
- 2003 – 628
- 2004 – 863
- 2005 – 1 066
- 2006 – 1 028
- 2007 – 1 065
- 2008 – 802
- 2009 – 632
- 2010 – 786
- 2011 – 1 284
- 2012 – 1 204